# フランク赤木
フランク 赤木（ふらんく あかぎ、1939年8月5日 - ?）は、福岡県出身の日本の歌手、俳優。

## 来歴
金融業を営む赤木逸平と房子のもと、次男としてハワイに生まれる。父の仕事の都合で満州・大連へ移住するが、終戦直後、父が急逝し、兄と姉が動員されたため、母とフランクの2人だけで、日本へ引揚げた。その後、兄と姉が帰国し一緒に生活するが、母が亡くなったため、兄と姉は仕事に追われ、フランクは一人で留守番することが多くなり、その間に寂しさを紛らすために歌を歌うようになる。
その頃、兄のすすめで習っていたボクシングの興行先でバンドと知り合い、小学6年生にして、バンドボーイとして米軍キャンプを回るようになる。ギターと歌に磨きをかけ、中学1年生にして上京。ウエスタンの「ワゴンマスター」に入る。17歳の時には、独立してデキシーバンド「ニュー・オルリンズ」を結成したが、その頃ロカビリーが急激に人気を集め、そのあおりをくって、三十万円の借金を残して解散しなければならなくなった。
その後、小野満とスイングビーバース、ブルー・レンジャーズのボーイ等を経て、1962年にレイ・チャールズのカバー「愛さずにはいられない」でデビュー。のちにザ・キングトーンズが吹込んだ「暗い港のブルース」 も歌った。非常に歌唱力のある歌手で、ザ・キングトーンズにも歌唱指導した。
フランク赤木とブーツ・ブラザース、小坂一也とワゴンマスターズにも所属。寿司屋、電気屋、自転車屋、バンドボーイといろいろな職業を経験した。
1970年代以後、赤木の消息は不明とされる。

## 主な出演

### 映画
- 波止場の賭博師（1963年、日活）[4]
- 空の下遠い夢（1963年、日活）[5]

## ディスコグラフィー
- 浅草の灯
作詞：三笠小路／作曲：曽根幸明
- おんなの西銀座
作詞：高原としお／作曲：三木たかし
- 悲しみは降る星のごとく
作詞：水木かおる／作曲：赤星建彦
- 暗い港のブルース
作詞：薩摩忠／作曲：早川博二
- 零戦黒雲隊の歌
作詞：滝田順／作曲：伊部晴美
- 太陽の讃歌
作詞：滝田順／作曲：中島安敏